# Coppa Europa di sci alpino 1993
La Coppa Europa di sci alpino 1993 fu la 22ª edizione della manifestazione organizzata dalla Federazione Internazionale Sci.
In campo maschile lo svizzero Marcel Sulliger si aggiudicò la classifica generale; il francese David Prétot vinse quella di discesa libera, lo svizzero Marco Hangl quella di supergigante, l'italiano Luca Pesando quella di slalom gigante e lo svizzero Patrick Staub quella di slalom speciale. Sulliger era il detentore uscente della Coppa generale.
In campo femminile la svedese Kristina Andersson si aggiudicò la classifica generale; le francesi Eleonore Richon e Sophie Lefranc-Duvillard vinsero rispettivamente quella di discesa libera e di supergigante, l'italiana Sabina Panzanini quella di slalom gigante e l'austriaca Christina Riegel quella di slalom speciale. L'italiana Lara Magoni era la detentrice uscente della Coppa generale.

## Uomini

### Classifiche

#### Generale
| Pos. | Nome                 | Nazione  | Punti |
| ---- | -------------------- | -------- | ----- |
| 1    | Marcel Sulliger      | Svizzera | 108   |
| 2    | David Prétot         | Francia  | 100   |
| 3    | Luca Pesando         | Italia   | 94    |
| 4    | Alessandro Fattori   | Italia   | 92    |
| 4    | Helmut Mayer         | Austria  | 92    |
| 6    | Hans Knauß           | Austria  | 91    |
| 6    | Patrick Staub        | Svizzera | 91    |
| 8    | Fredrik Nyberg       | Svezia   | 87    |
| 9    | Siegfried Voglreiter | Austria  | 80    |
| 10   | Massimo Zucchelli    | Italia   | 78    |

#### Discesa libera
| Pos. | Nome               | Nazione | Punti |
| ---- | ------------------ | ------- | ----- |
| 1    | David Prétot       | Francia | 66    |
| 2    | Ludwig Sprenger    | Italia  | 65    |
| 3    | Alessandro Fattori | Italia  | 42    |
| 4    | Josef Strobl       | Austria | 35    |
| 5    | Michael Haas       | Austria | 34    |

#### Supergigante
| Pos. | Nome               | Nazione  | Punti |
| ---- | ------------------ | -------- | ----- |
| 1    | Marco Hangl        | Svizzera | 55    |
| 2    | Patrick Wirth      | Austria  | 51    |
| 3    | Alessandro Fattori | Italia   | 50    |
| 4    | Marcel Sulliger    | Svizzera | 49    |
| 5    | Fredrik Nyberg     | Svezia   | 35    |

#### Slalom gigante
| Pos. | Nome              | Nazione  | Punti |
| ---- | ----------------- | -------- | ----- |
| 1    | Luca Pesando      | Italia   | 94    |
| 2    | Helmut Mayer      | Austria  | 92    |
| 3    | Massimo Zucchelli | Italia   | 75    |
| 4    | Hans Knauß        | Austria  | 62    |
| 5    | Hans Pieren       | Svizzera | 59    |

#### Slalom speciale
| Pos. | Nome                   | Nazione  | Punti |
| ---- | ---------------------- | -------- | ----- |
| 1    | Patrick Staub          | Svizzera | 85    |
| 2    | Niklas Nilsson         | Svezia   | 68    |
| 3    | Oliver Künzi           | Svizzera | 67    |
| 4    | Markus Eberle          | Austria  | 52    |
| 5    | Konrad Kurt Ladstätter | Italia   | 51    |

## Donne

### Classifiche

#### Generale
| Pos. | Nome                     | Nazione     | Punti |
| ---- | ------------------------ | ----------- | ----- |
| 1    | Kristina Andersson       | Svezia      | 118   |
| 2    | Christina Riegel         | Austria     | 114   |
| 3    | Sophie Lefranc-Duvillard | Francia     | 108   |
| 4    | Hilde Gerg               | Germania    | 106   |
| 5    | Karin Köllerer           | Austria     | 97    |
| 6    | Barbara Raggl            | Austria     | 88    |
| 7    | Renate Götschl           | Austria     | 87    |
| 8    | Kristina Koznick         | Stati Uniti | 82    |
| 9    | Martina Koschuttnigg     | Austria     | 81    |
| 10   | Eleonore Richon          | Francia     | 80    |

#### Discesa libera
| Pos. | Nome               | Nazione | Punti |
| ---- | ------------------ | ------- | ----- |
| 1    | Eleonore Richon    | Francia | 58    |
| 2    | Alessandra Merlin  | Italia  | 41    |
| 3    | Linda Ydeskog      | Svezia  | 37    |
| 4    | Monika Kogler      | Austria | 35    |
| 5    | Veronika Wallinger | Austria | 32    |

#### Supergigante
| Pos. | Nome                     | Nazione  | Punti |
| ---- | ------------------------ | -------- | ----- |
| 1    | Sophie Lefranc-Duvillard | Francia  | 45    |
| 2    | Christina Meier          | Germania | 32    |
| 3    | Leïla Piccard            | Francia  | 25    |
| 4    | Mélanie Turgeon          | Canada   | 23    |
| 5    | Martina Koschuttnigg     | Austria  | 21    |

#### Slalom gigante
| Pos. | Nome                     | Nazione  | Punti |
| ---- | ------------------------ | -------- | ----- |
| 1    | Sabina Panzanini         | Italia   | 72    |
| 2    | Kristina Andersson       | Svezia   | 68    |
| 3    | Barbara Raggl            | Austria  | 67    |
| 4    | Sophie Lefranc-Duvillard | Francia  | 63    |
| 5    | Kerstin Riediger         | Germania | 61    |

#### Slalom speciale
| Pos. | Nome             | Nazione     | Punti |
| ---- | ---------------- | ----------- | ----- |
| 1    | Christina Riegel | Austria     | 114   |
| 2    | Hilde Gerg       | Germania    | 86    |
| 3    | Kristina Koznick | Stati Uniti | 82    |
| 4    | Karin Köllerer   | Austria     | 68    |
| 5    | Monika Käslin    | Svizzera    | 61    |